# Нападение на казармы полиции штата Пенсильвания в 2014 году
Нападение на казармы полиции штата Пенсильвания — нападение на казармы полиции штата Пенсильвания, случившееся в 2014 году.

## Описание
12 сентября 2014 года во время пересменки в казармах полиции штата Пенсильвания в тауншипе Блуминг-Гроув двое полицейских были застрелены из винтовки калибра .308. Один из них скончался на месте происшествия, а другой был доставлен в больницу, где выздоровел. Эрик Фрейн был идентифицирован полицией как единственный подозреваемый в этом деле, и был объявлен в розыск. 30 октября его схватили в заброшенном ангаре аэропорта и предъявили обвинения в терроризме, убийстве и покушении на убийство. Эрик Фрейн был признан виновным по всем пунктам обвинения в апреле 2017 года и впоследствии приговорён к смертной казни.
Хотя Фрейн не сопротивлялся аресту, он получил порез на переносице, а также царапину над левым глазом и синяки на щеках и вокруг глаза. Маршалы США утверждали, что это произошло, когда он лежал на земле во время ареста. Однако сотрудники полиции штата Пенсильвания утверждали, что эти травмы он получил, когда был в бегах.
Губернатор Том Корбетт опубликовал заявление после нападения, в котором говорилось: «Каждое нападение на сотрудника правоохранительных органов является нападением на наш штат, нашу страну и цивилизованное общество». Он также приказал приспустить все государственные флаги в Капитолии штата Пенсильвания. Комиссар полиции штата Фрэнк Нунан назвал нападение «трусливым» и сказал: «Нас ранит в самое сердце то, что такое событие могло произойти». Конгрессмен Том Марино (республиканец от 10-го округа) выразил соболезнования жертвам и их семьям, а также осудил нападение, поддержав офицеров полиции, преследовавших стрелка.